# FIFA 06
 (octobre 2019).
Si vous disposez d'ouvrages ou d'articles de référence ou si vous connaissez des sites web de qualité traitant du thème abordé ici, merci de compléter l'article en donnant les références utiles à sa vérifiabilité et en les liant à la section « Notes et références ».
FIFA 06 est un jeu vidéo de football développé et édité par Electronic Arts en 2005.
Le jeu est développé par EA Canada et édité par EA Sports. Il est disponible sur PlayStation 2, Xbox, Nintendo GameCube, Microsoft Windows, Game Boy Advance, Nintendo DS, PlayStation Portable ainsi que sur téléphones portables.
FIFA 06 est le treizième épisode de la série FIFA Football et le dixième en 3D. Il est aussi le premier titre de la série à ne pas sortir sur PlayStation.
Ronaldinho et Wayne Rooney figurent sur les jaquettes européenne, brésilienne et australienne du jeu tandis que Freddy Adu, Ronaldinho et Omar Bravo sont présents sur la boîte nord-américaine. Lukas Podolski est avec Ronaldinho dans la version allemande du jeu. Park Chu-Young apparaît quant à lui sur la version sud-coréenne.

## Jaquette
- Allemagne : Ronaldinho (FC Barcelone) & Lukas Podolski (Bayern Munich)
- Europe : Ronaldinho (FC Barcelone) & Wayne Rooney (Manchester United)
- Amérique du Nord : Ronaldinho (FC Barcelone), Freddy Adu (DC United) et Omar Bravo (Chivas de Guadalajara)
- Corée du Sud : Park Chu-Young (Manchester United)

## Bande-son
FIFA 06 possède de nombreuses musiques sur sa bande son. Tanguy Naime, plus connus aussi sous le nom de "Deejay Kraxz", en a réalisé une très grande partie. Pour les sons français, ce sont les rappeurs Lamy et PP qui les ont repris ou remasterisés, sur des conseils du producteur Farid B alias "Barbe Rousse".
| - 3D Voz - "Fiesta" - AK4711 - "Rock" - Athena - "Tam Zamanı Şimdi" - Bloc Party - "Helicopter" - Blues Brother Castro - "Flirt" - boTECOeletro - "Coco Nutz Mass" (sur Game Boy Advance) - Boy - "Same Old Song" - Carlinhos Brown & DJ Dero - "Nabika" - Damian Marley - "Welcome to Jamrock" - Dogs - "London Bridge" - Doves - "Black and White Town" - Duels - "Potential Futures" - Embrace - "Ashes - Hard-Fi - "Gotta Reason" - Jamiroquai - "Feels Just Like It Should" (sur Game Boy Advance) - Kaos - Now and Forever - Kinky - "Coqueta" - K'naan - "Soobax" - Kyo - "Contact" - LCD Soundsystem - "Daft Punk Is Playing At My House" | - Linea 77 - "Inno All'Odio" - Mando Diao - "God Knows" - maNga - "Bir Kadın Çizeceksin" - Marcelinho da lua - "Tranqüilo" - Nine Black Alps - "Cosmopolitan" - Oasis - "Lyla" - Paul Oakenfold - "Beautiful Goal" (sur Game Boy Advance) - Röyksopp - Follow My Ruin - Selasee - "Run" - SoShy - "The Way I" - Subsonica - "Corpo a Corpo" - Teddybears STHLM - "Cobrastyle" - The Departure - "Be My Enemy" - The Film - "Can You Touch Me" - The Gift - "11.33" - The Gipsys - "La Discoteca" - The Rakes - "Strasbourg" - Vitalic - "My Friend Dario" - Yerba Buena - "Cityzen Citysoy" |